# 新加坡植物园
新加坡植物园（英語：Singapore Botanic Gardens，马来文：Taman Botanik Singapura或Kebun Botani Singapura）占地74公顷，位于新加坡。开放时间为早上5点至午夜12点，并且除国家胡姬花园外全园免费。新加坡植物园南部为荷兰路和那比尔路，东部为古鲁尼路，西部为泰瑟尔道和古鲁尼公园路，北部为武吉知马路。公园最南端距最北端约2.5公里，约为英国皇家植物园大小的一半，纽约中央公园的五分之一。2015年7月4日，新加坡植物园被列入世界遗产名单。

## 建园历史
1822年，博物学家史丹福·莱佛士爵士在福康宁的政府山（Government Hill）上建立了第一个“植物学实验园”。其目的是评估该地区有潜在经济价值作物，包括高产的水果、蔬菜、香料等。1829年，该植物园首次关闭。
直到30年后，建立了现在的新加坡植物园。殖民政府用驳船码头（Boat Quay）的土地从商人胡亚基（英国人称之为黄埔先生，Mr. Whampoa）那里换来了32公顷的东陵的土地，并授予农业园艺协会（Agri Horticultural Society）以建立植物园。
劳伦斯·尼文（Laurence Niven）被聘为园长和景观设计师，将一个植被茂密杂乱的区域改造成一个公园。现在新加坡植物园的布局很大程度仍与尼文的设计相同。1874年，由于农业园艺协会资金不足，殖民政府接管了植物园。
1877年，从英国皇家植物园运来的第一批橡胶树种子。1888年，博物学家亨利·尼古拉斯·里德利成为了园长，并带头种植橡胶树。种植试验的成功，他的方法得以在马来西亚推广开来。这使马来西亚后来成为了世界上天然橡胶的第一大生产国和出口国。
另一个成就是由埃里克·霍尔特姆（Eric Holttum）教授在1925年至1949年创立的杂交兰花产业。他的杂交技术使新加坡之后成为了世界顶级的花卉交易中心之一。
1942年至1945年，日本占领新加坡的时期，东北帝国大学的地质学教授田中馆秀三接管了新加坡植物园和莱佛士博物馆。占领初期，他确保了植物园和博物馆内物品的安全。这两个学术机构也继续发挥着作用。埃里克·霍尔特姆和埃德雷德·约翰·亨利·科纳（Edred John Henry Corner）被软禁于植物园中，并指示他们继续杂交的园艺研究工作。新加坡植物园也被改名为昭南植物园。之后，东京帝国大学的退休植物学教授郡场宽成为了园长，直至战争结束。
2015年7月4日，新加坡植物园被列入世界遗产名单，成为新加坡首个世界遗产项目。

## 景观景点

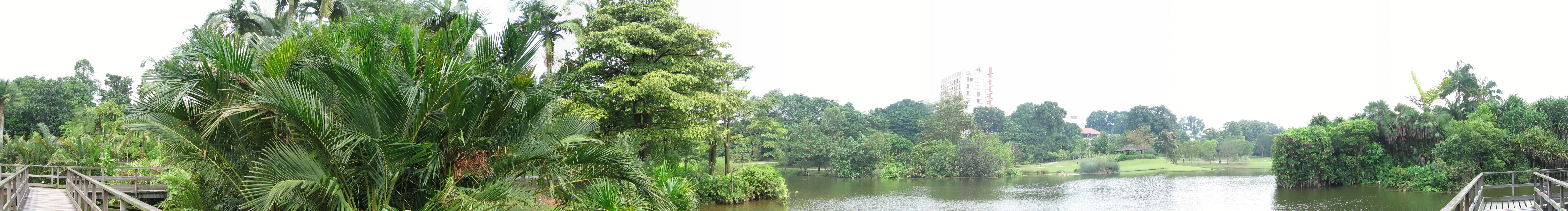
新加坡植物园蒂玛山核心区的生态湖

### 国家兰花园
国家兰花园是新加坡植物园内主要的景点。其位于植物园的中西部，包括3公顷的丘陵地，及超过1,000个原种和2,000个杂交种的兰花。
兰花园内有以下景点：

#### 伯基尔馆和贵宾兰花园

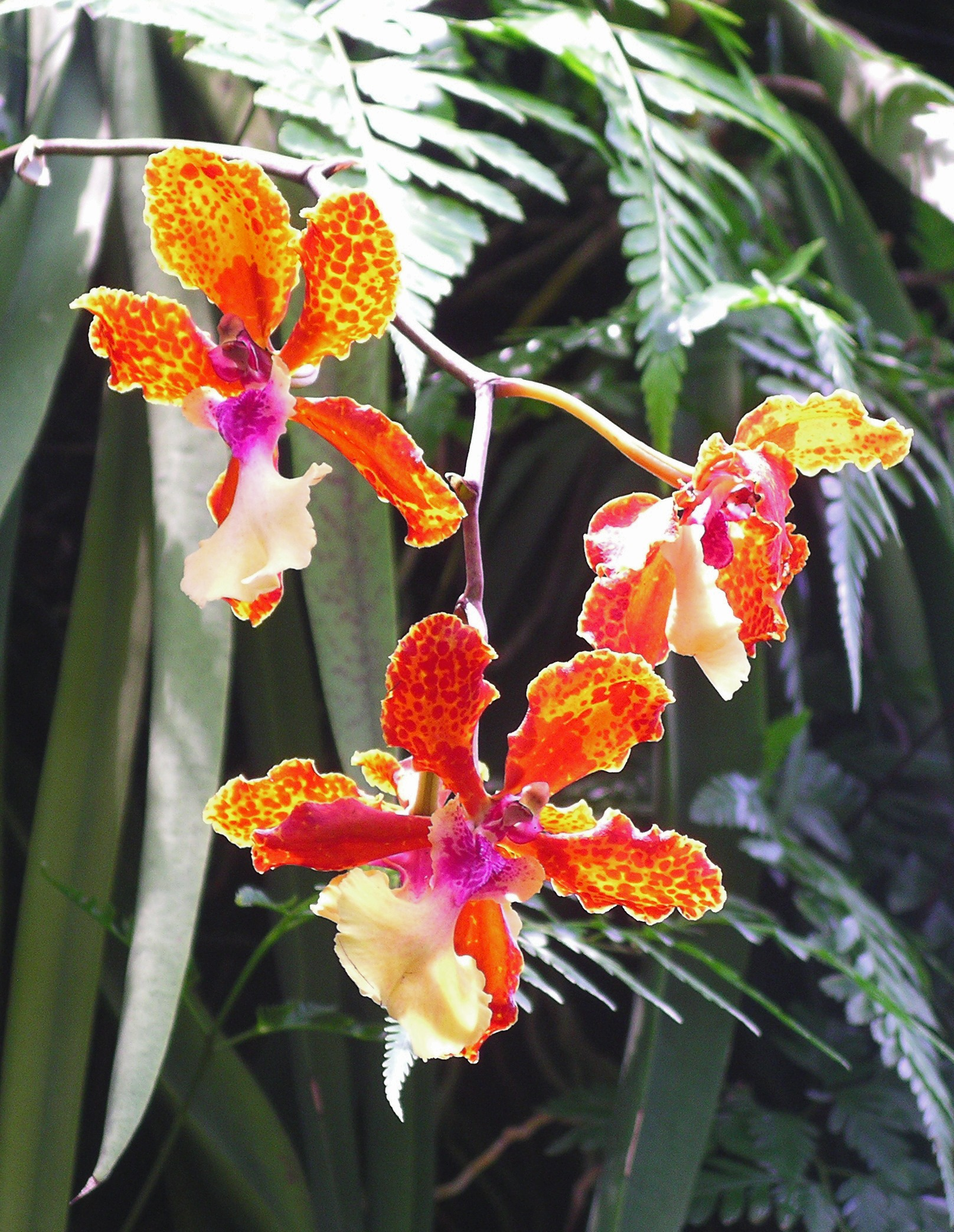
国家兰花园中的兰花

伯基尔馆（Burkill Hall）是建于1886年的一个殖民种植馆。其曾为园长的住处，得名于新加坡植物园的一对荣誉父子，艾萨克·伯基尔和汉弗莱·伯基尔。其地面层可作为展览区，展示各种以来访贵宾名字命名的杂交种的介绍。
伯基尔馆的后方是贵宾兰花园，其中展出了部分以贵宾名字命名的杂交种，包括撒切尔夫人石斛、明仁天皇万焰兰、皇太子妃雅子石斛、伊丽莎白二世石斛和阿罗约万代兰。

#### 兰花馆
兰花馆（Orchidarium）内种植了许多热带原生种。

#### 陈温祥雾室
陈温祥是慈善家，植物学家，陈笃生医院创始人陈笃生的曾孙。陈温祥雾室（Tan Hoon Siang Misthouse）内种植许多颜色各异的杂交种兰花。其中还包括了一些香花兰，如Vanda Mimi Plamer。

#### 陆婉平凤梨馆
陆婉平凤梨馆（Lady Yuen-Peng McNeice Bromeliad House）得名于赞助者陆婉平女士。内部种植着大量凤梨科植物（Bromeliaceae），包括菠萝等。1994年，从美国Shelldance苗圃购回一些独特的凤梨展品。

#### 岚烟楼
岚烟楼，常被称为冷室（Coolhouse）试图制造热带高原地森林的环境以展示那些通常只存在于热带高原地区的兰花。

### 热带雨林
新加坡植物园内约含有6公顷的小型热带雨林，其年代久远于植物园本身。该雨林与蒂玛山自然保护区都坐落于新加坡市内。新加坡是世界上仅有的两座都市内存在热带雨林的城市之一，另一座城市为里约热内卢的蒂茹卡。

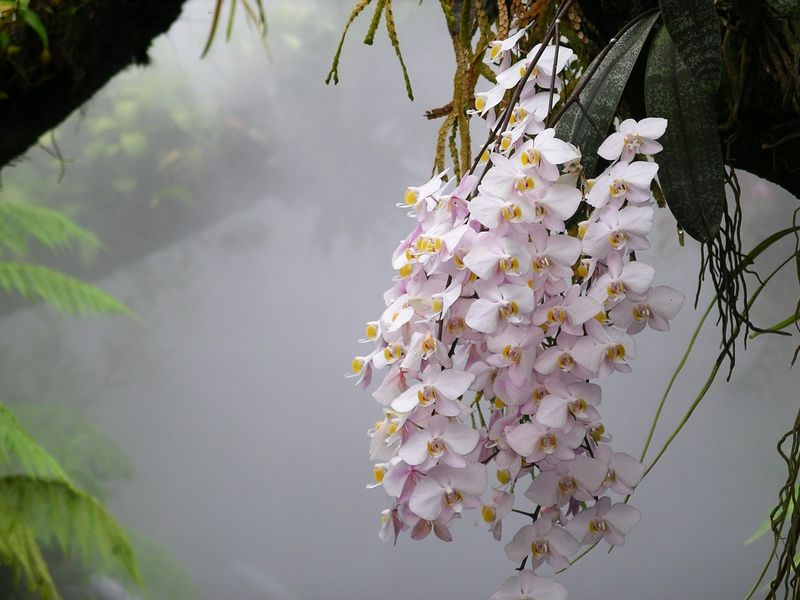
生长于雾室内的菲律宾蝴蝶兰（Phalaenopsis philippinensis）
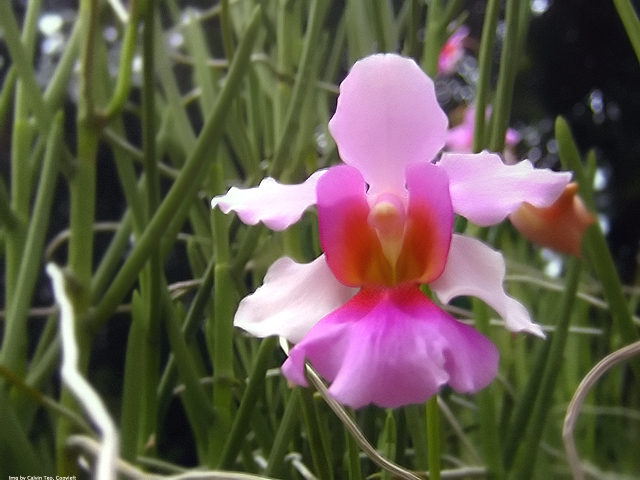
卓锦万代兰，新加坡国花
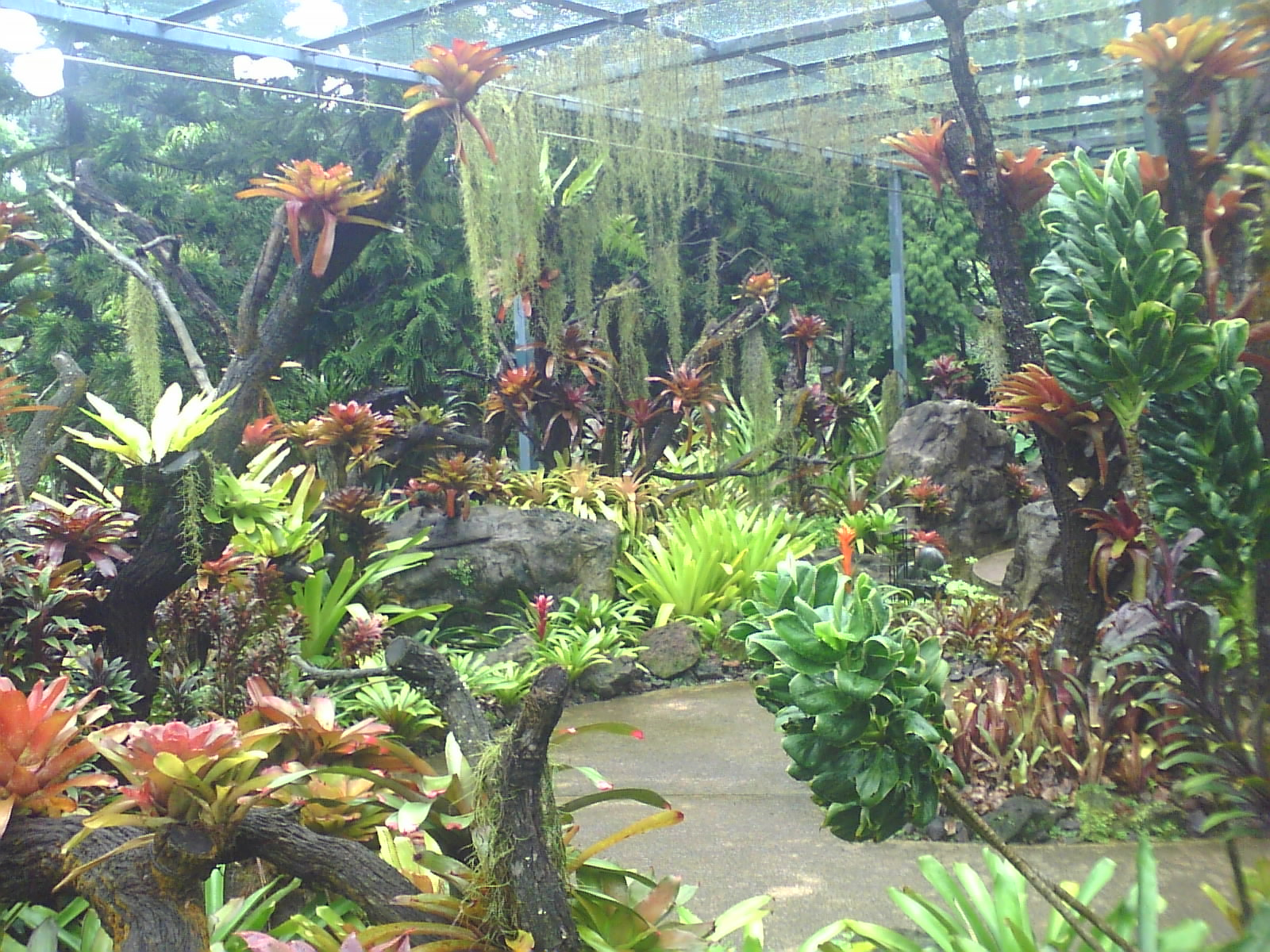
陆婉平凤梨馆内的展品
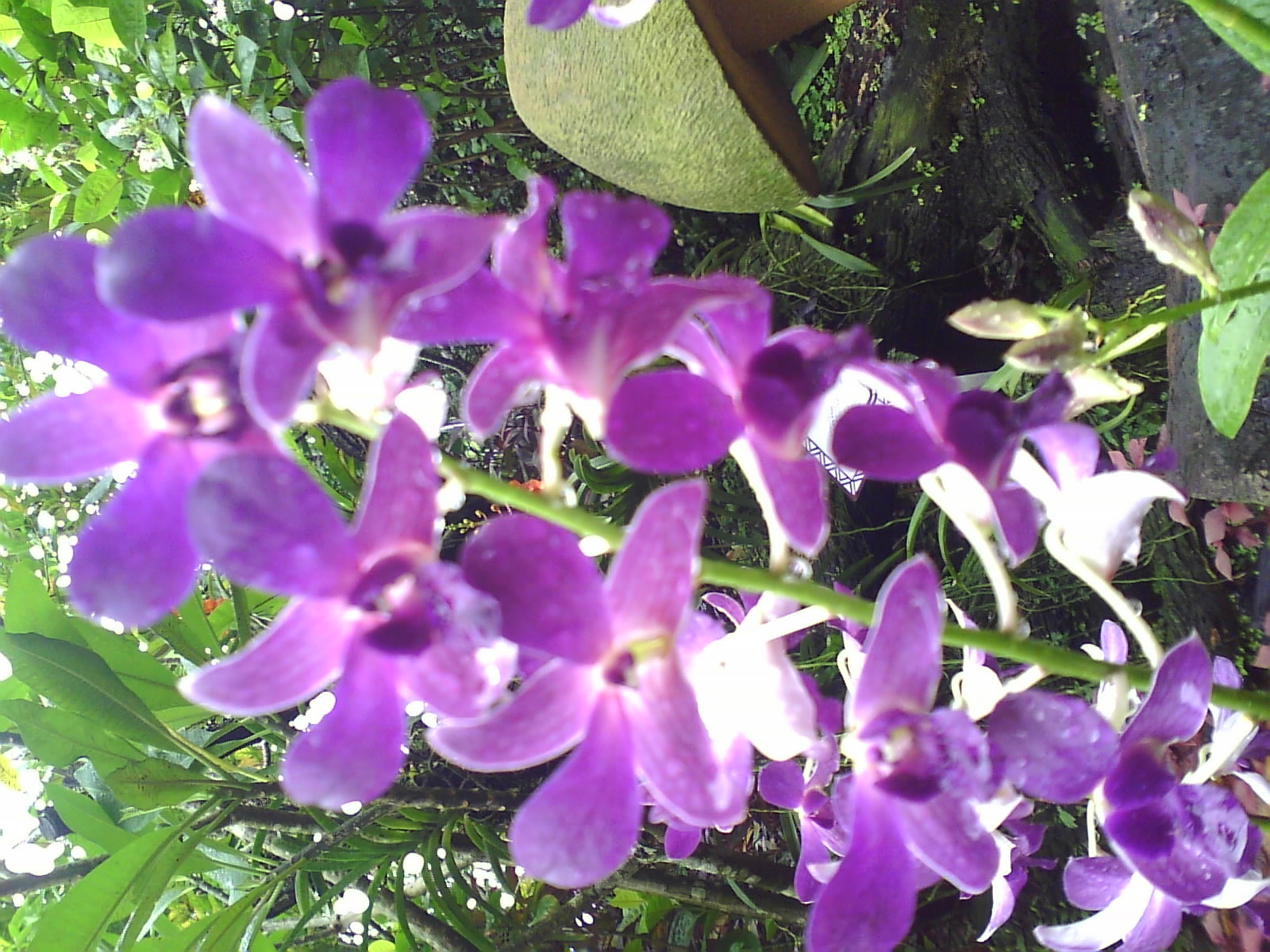
裴勇俊石斛，以韩国艺人名字命名的兰花园艺种
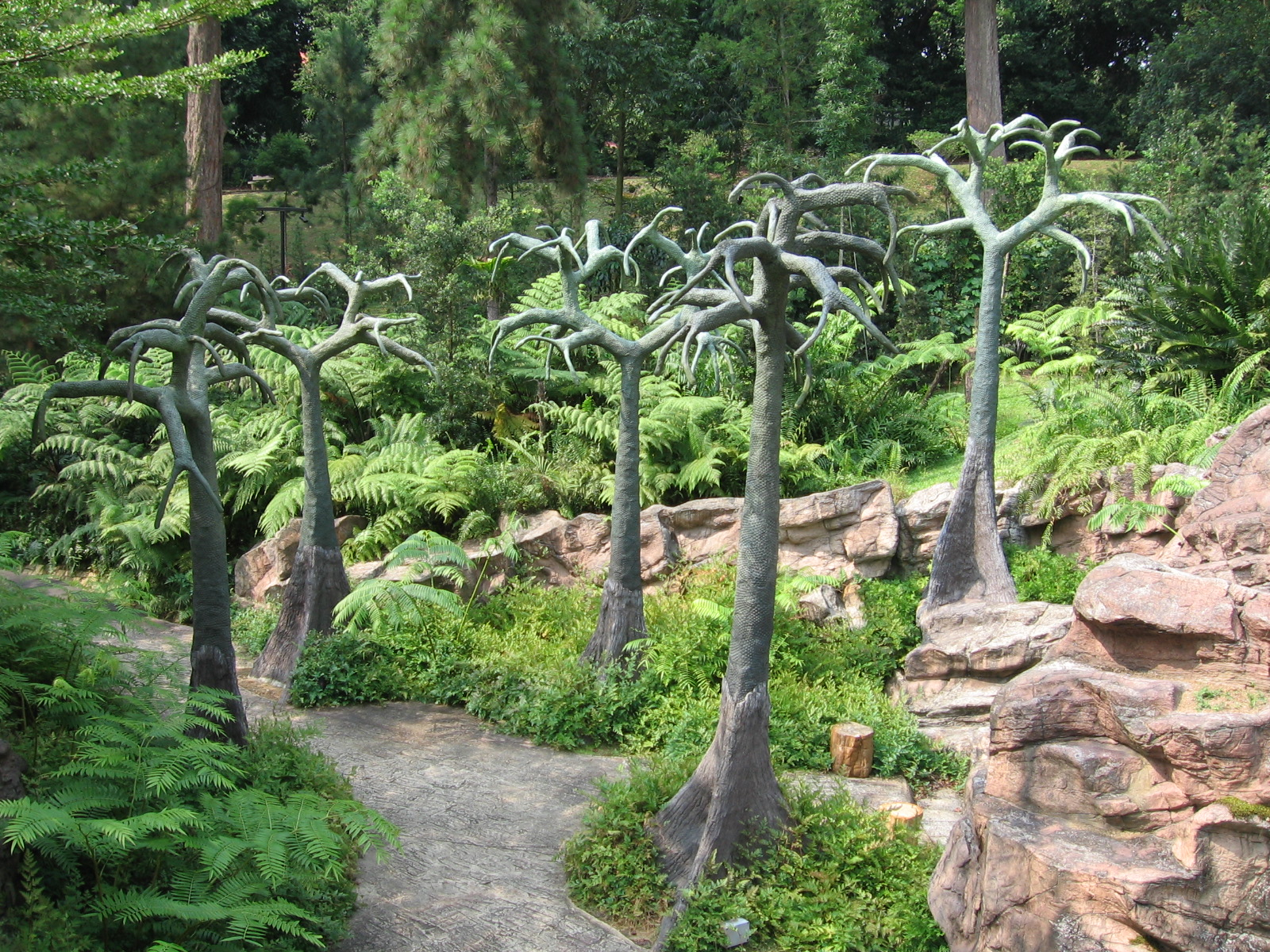
进化园中，鳞木属（Lepidodendron）植物及巨型石松的复制品
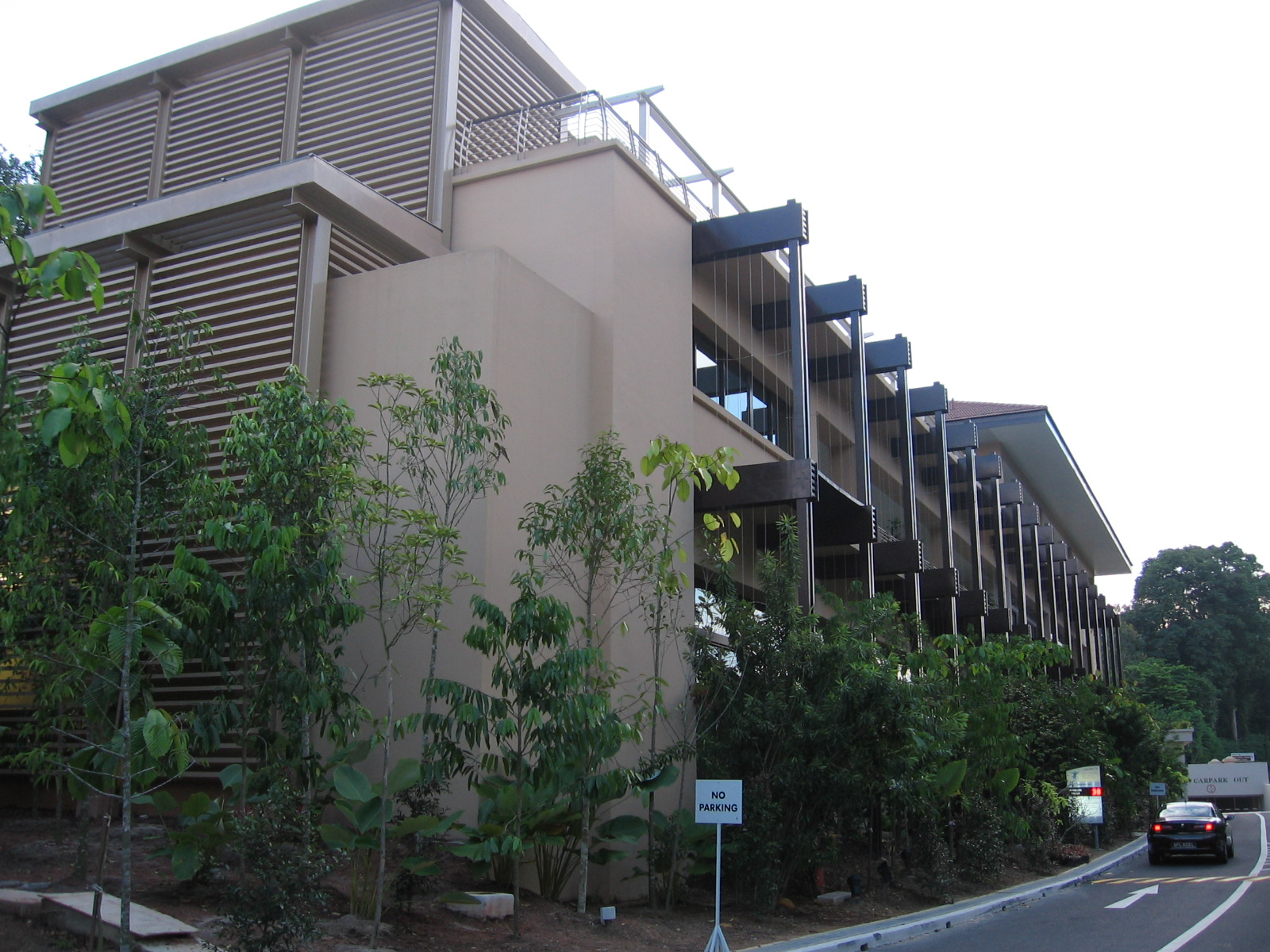
东陵核心重建的办公楼（第一植物馆）

### 进化园
进化园（Evolution Garden）位于植物园的中央核心区内，占地9.9公顷。其讲述了地球上各个时期植物进化的过程。

### 薑園
薑園位于国家兰花园附近，约1公顷的区域内汇集了大量薑科的植物。该园的餐厅名为哈利亚餐厅（Halia Restaurant）。2003年该园正式开放，由之前的兰花园（Orchid Enclosure）分出。

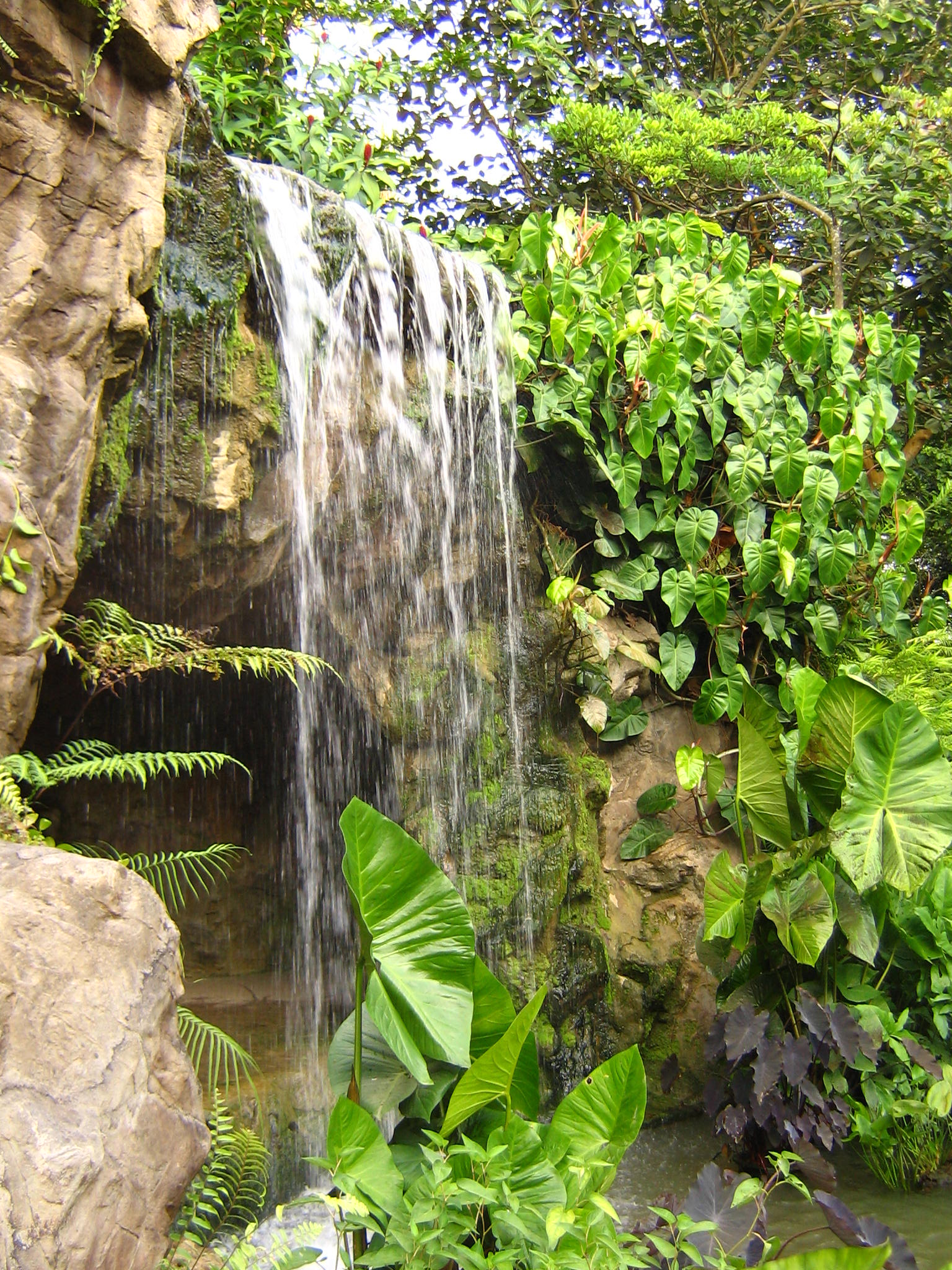
薑園中的瀑布

### 植物学中心和东陵门
东陵门已从原来的老旧铸铁门，更新为现在的银质外表，并以叶序为设计理念。有两个新的办公室和教学楼位于升级后的东陵核心区，其被称之为植物学中心（Botany Centre），包括：
- 植物学与园艺学图书馆（包括公共参考文献中心，Library of Botany and Horticulture）
- 新加坡植物标本馆（Singapore Herbarium）
- 兰花育种与快殖中心（Orchid Breeding and Micropagation）
- 教育宣传及研讨会室

绿馆（Green Pavilion）是新加坡第一个“绿色屋顶”。草本植物完全覆盖着屋顶。其内部为游客服务台，及美食街。
以原园长的办公室，霍尔特姆馆和里德利馆都被保留了下来，现在作为新加坡植物园董事会和游客管理与运营办事处。

### 雅格·巴拉斯儿童花园
雅格·巴拉斯儿童花园（Jacob Ballas Children's Garden）得名于犹太慈善家雅格·巴拉斯（Jacob Ballas）。其坐落于植物园北端。2007年10月1日儿童节的时候首次开放。国家公园局称这是亚洲首个儿童花园。
儿童花园游客中心有一个以色列人扎多克·本-戴维（Zodok Ben-David）的雕塑。远看这座雕塑像树，而仔细看就会发现者是500个人的数据。
虽然儿童花园是植物园的一部分，但其在蒂玛山路有自己的入口。

### 其他景点
在无忧花溪（Saraca Stream）两旁生长着黄花无忧树（Saraca cauliflora）和红花无忧树（Saraca declinata）。其他的景点包括棕榈谷、音乐厅、太阳花园和日晷花园。
新加坡植物园内有三个湖泊，分别为交响乐湖（Symphony Lake）、生态湖（Eco-Lake）和天鹅湖（Swan Lake）。邵氏基金交响乐台（Shaw Foundation Symphony Stage）位于交响乐湖上，偶尔周末会有免费的音乐会。其表演者包括新加坡交响乐团和新加坡华乐团。2008年10月10日，交响乐湖的南边树起了一座肖邦的雕像。
新加坡国家公园局总部设于新加坡植物园内。新加坡国家生物多样性中心也设于园内。

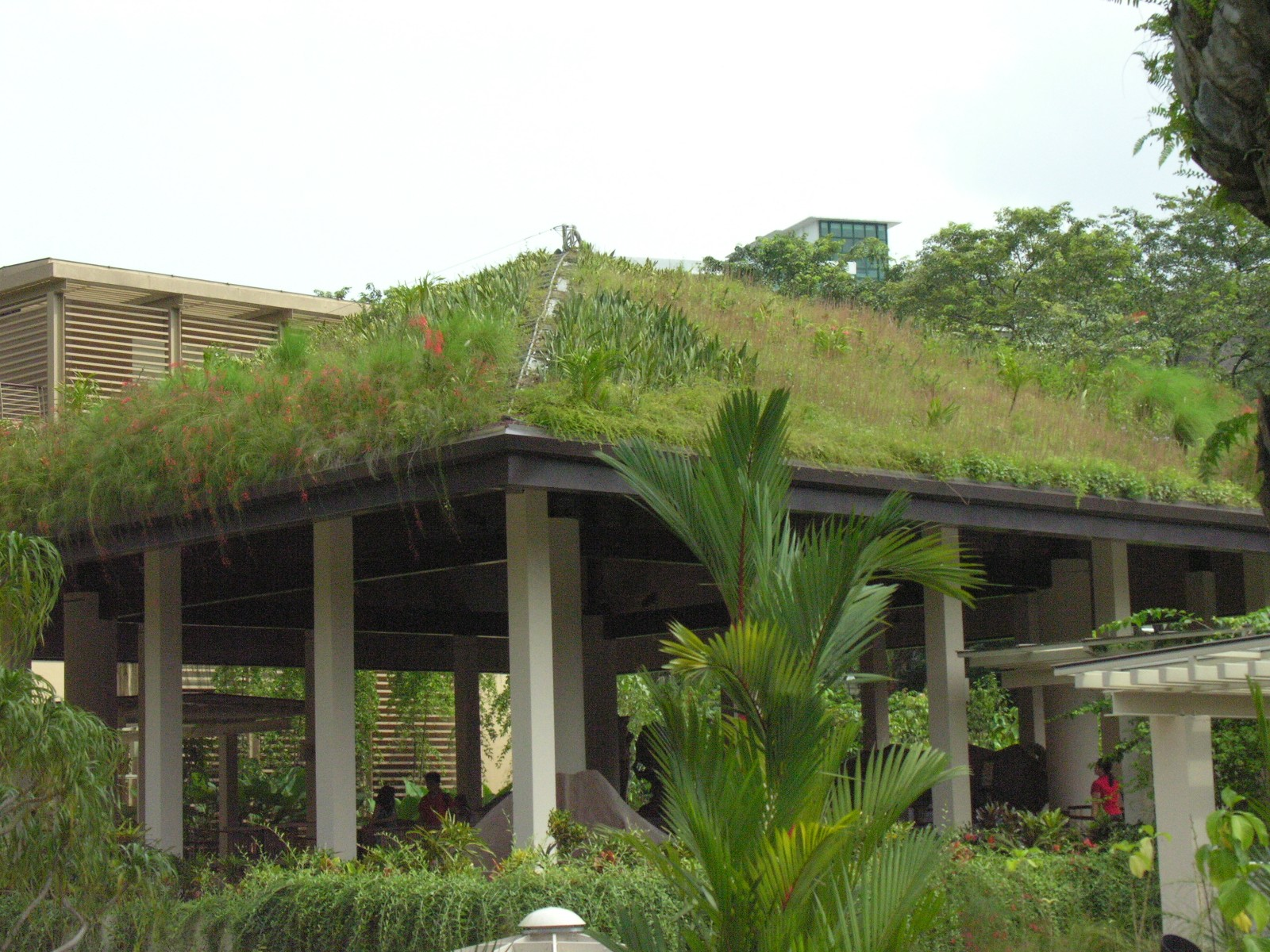
新加坡首个“绿色屋顶”
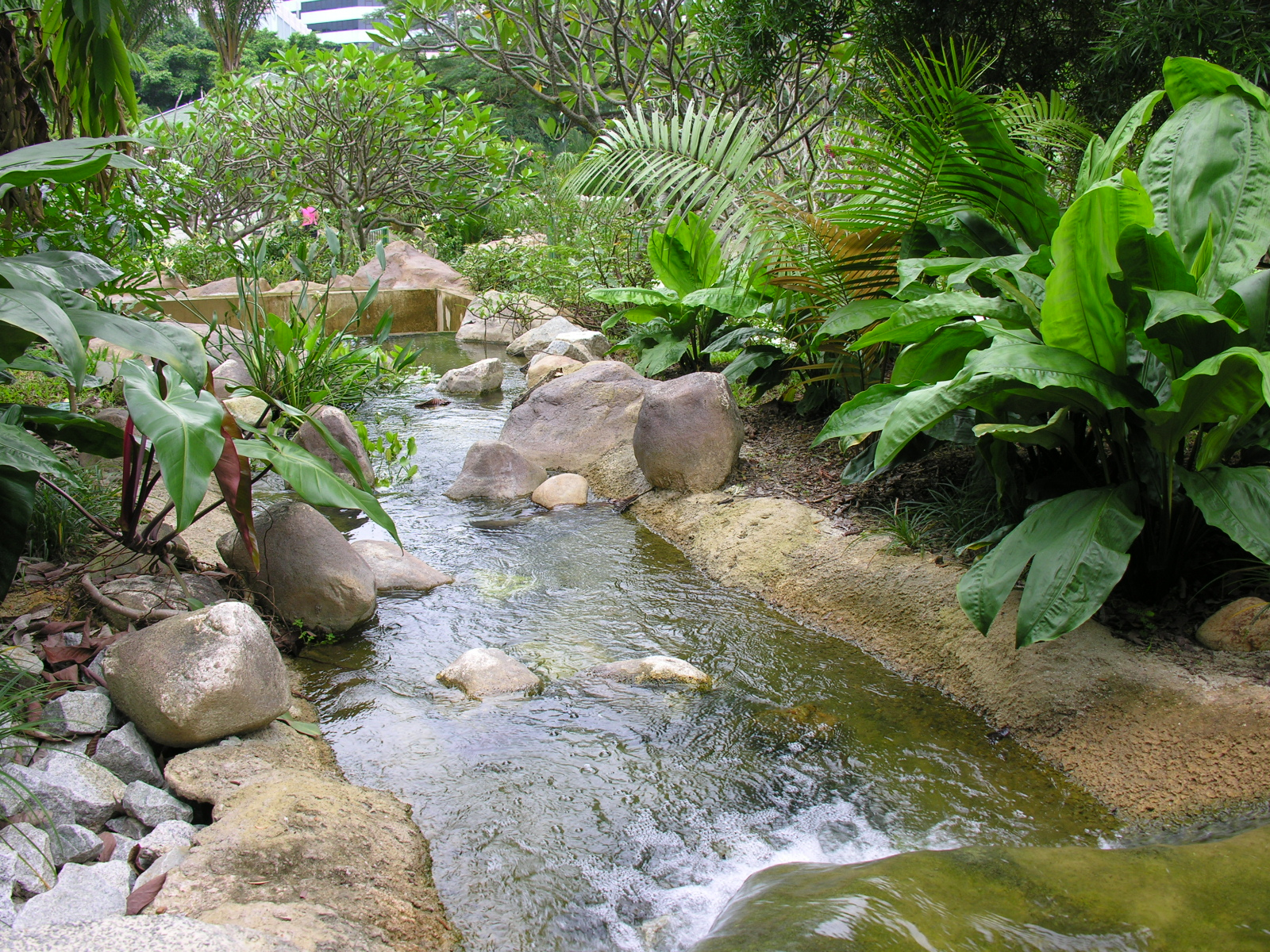
东陵中心区的无忧花溪
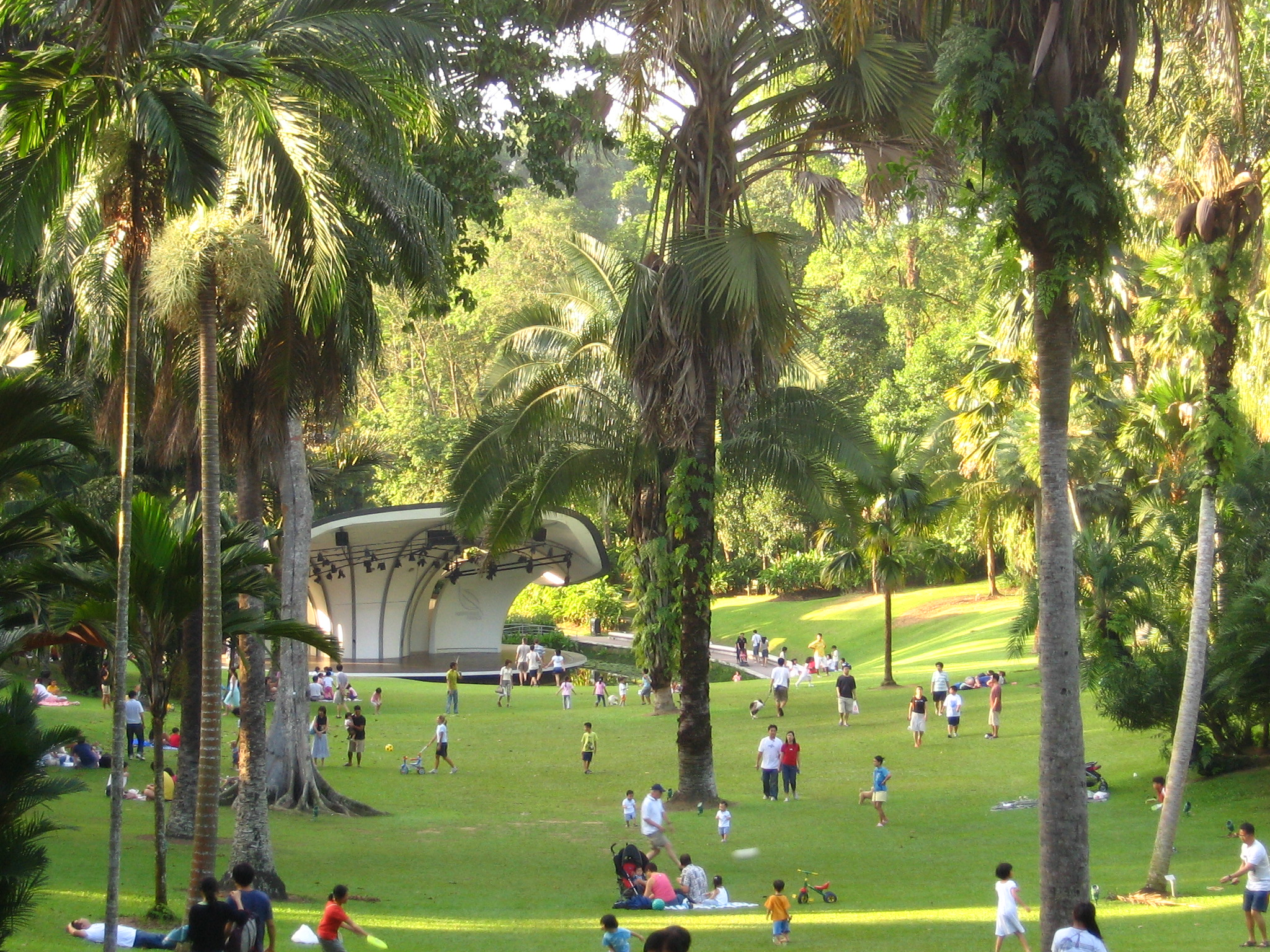
棕榈谷内的草坪
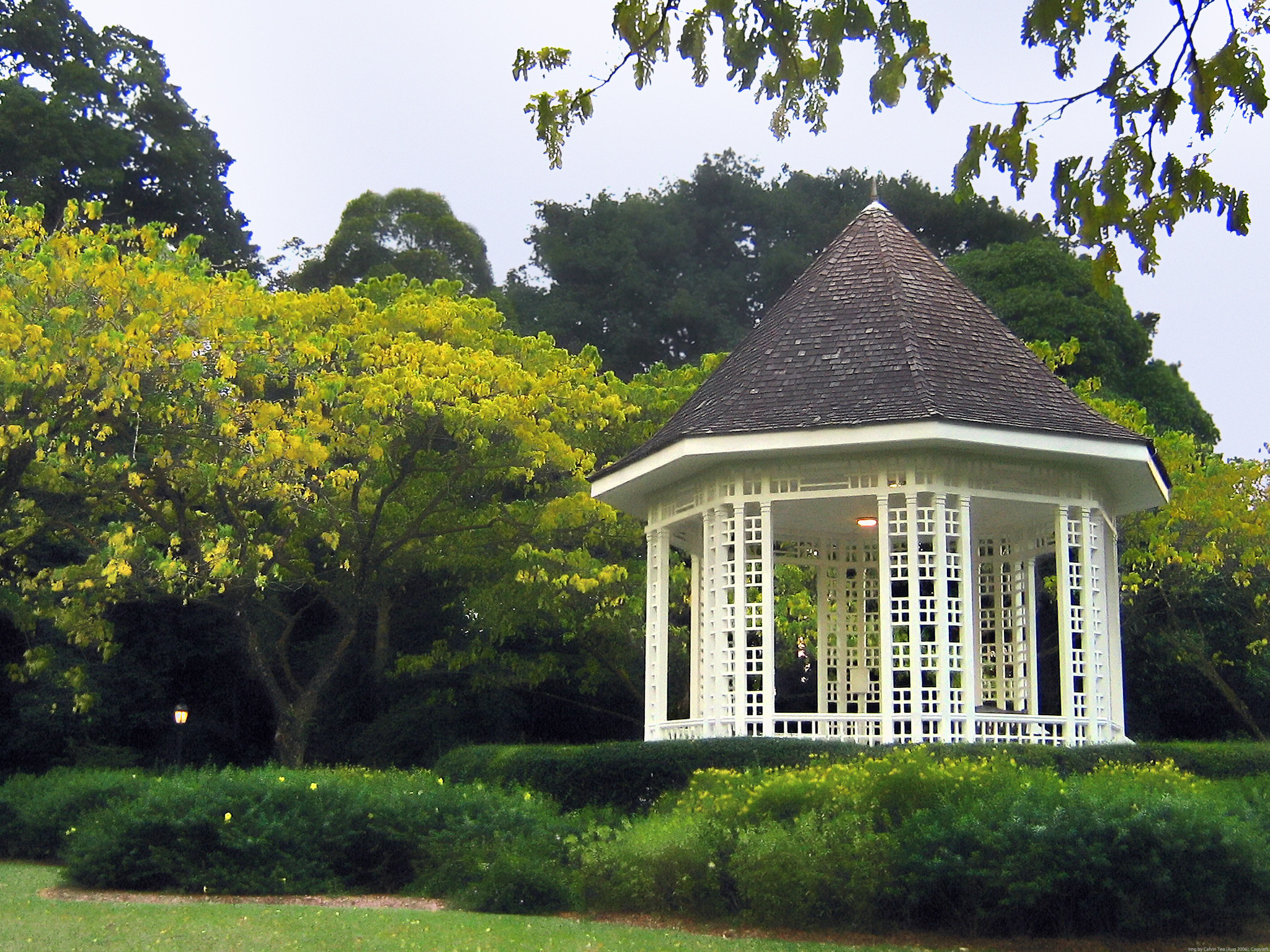
20世纪30年建造于新加坡植物园中的音乐亭
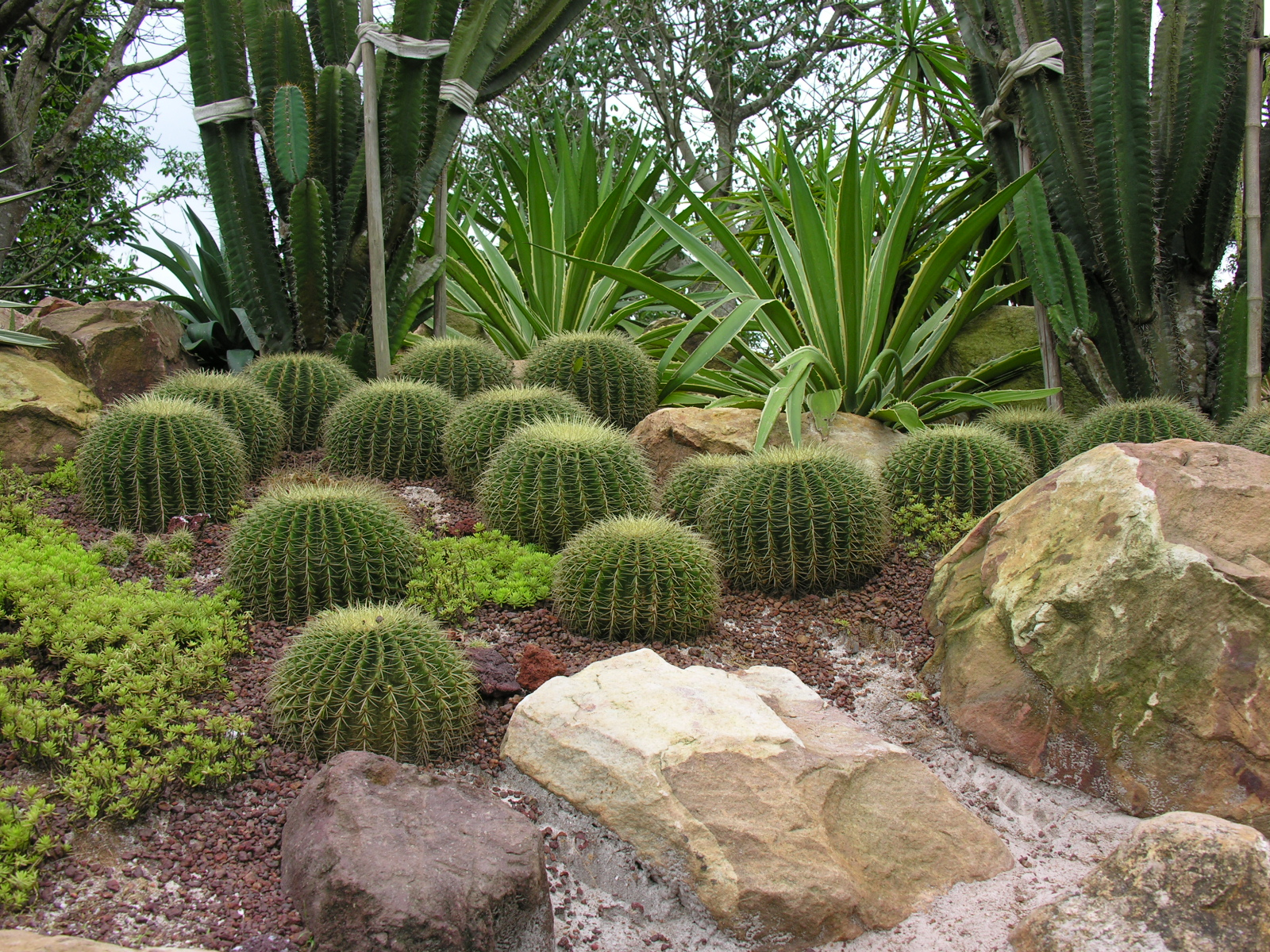
太阳花园（原名太阳假山）
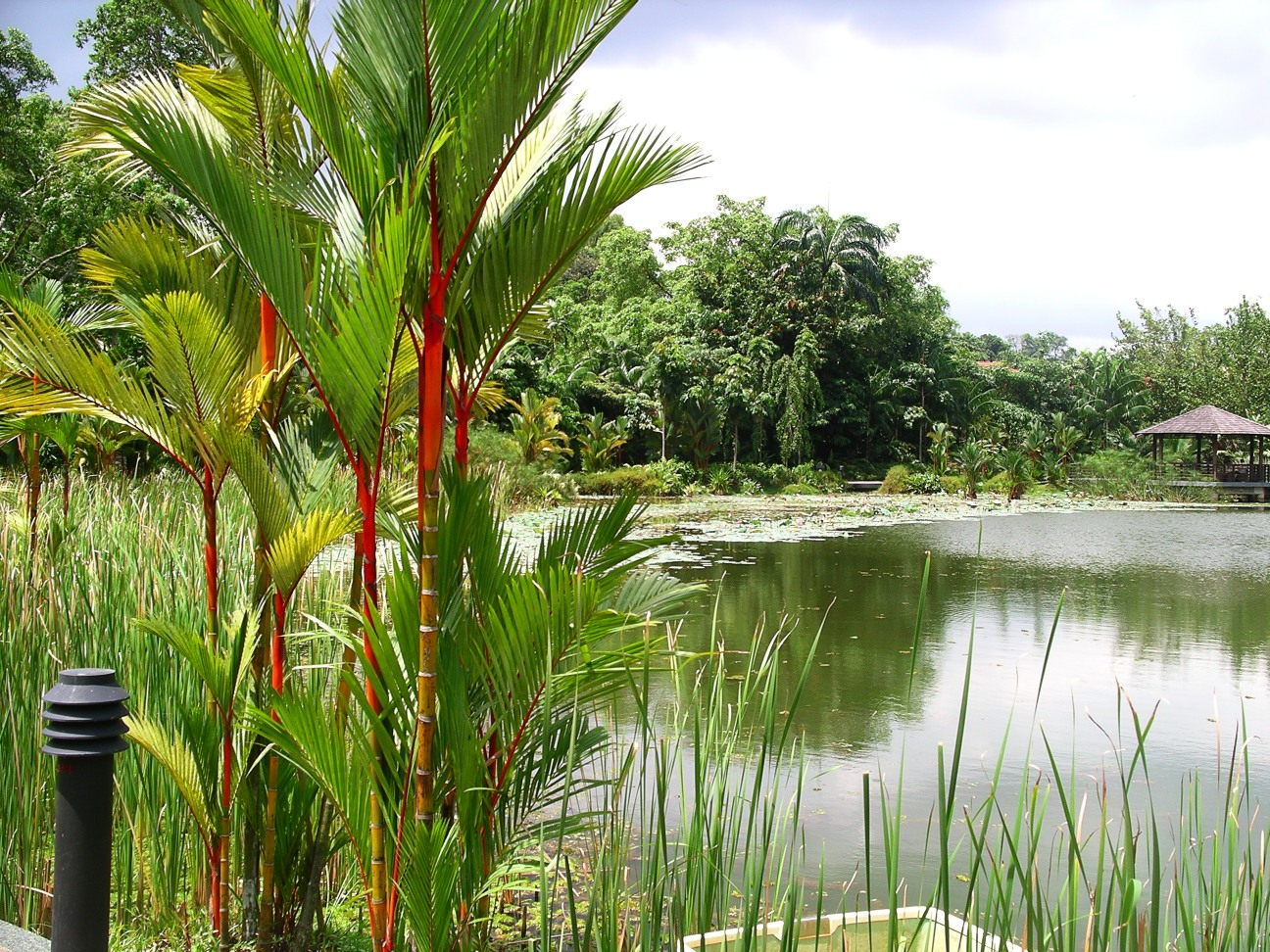
新加坡植物园的交响乐湖

## 植物园里动物

### 巨蜥
植物园里面，栖息着巨蜥（monitor lizard）。这些巨蜥数量比较多，进入植物园比较容易遇到。巨蜥最大的可以长到两米长。除了巨蜥之外，新加坡还有另外两种的蜥蜴。

### 水獭
植物园里面的湖区里头，生活着水獭 (otter)。 水獭出没在湖里和岸边，游客在植物园里遇到水獭的概率，要比遇到巨蜥的概率要少一些。

## 交通
植物园地铁站位于植物园蒂玛山核心区的西北部。该站为城市环线的一部分，开放于2010年。

## 扩展阅读
- Singapore Botanic Gardens - Official site
- Uniquely Singapore website
- National Parks Board website
- Virtual Reality preview of the Singapore Botanic Gardens
- National Biodiversity Centre, Singapore